# Roberto Mancini
Roberto Mancini (* 27. November 1964 in Jesi) ist ein ehemaliger italienischer Fußballspieler und heutiger -trainer. Als Spieler gewann er zwei Mal, als Trainer drei Mal die italienische Meisterschaft. Er war von Mai 2018 bis August 2023 Cheftrainer der italienischen Nationalmannschaft, mit der er die Europameisterschaft 2021 gewann. Zuletzt trainierte er die saudi-arabische Nationalmannschaft.

## Spielerkarriere

### Vereine
Der Stürmer Roberto Mancini startete seine Profilaufbahn 1981 beim FC Bologna, für den er in seiner ersten Saison 30 Spiele in der Serie A bestritt und neun Tore erzielte. Zwischen 1982 und 1997 spielte er dann für Sampdoria Genua, wo er gemeinsam mit seinem kongenialen Sturmpartner Gianluca Vialli maßgeblich dazu beitrug, dass diese Jahre die erfolgreichsten der Vereinsgeschichte wurden. Mancini bestritt für Genua 424 Ligaspiele und erzielte dabei 132 Tore. Viermal gewann er mit Sampdoria den italienischen Pokal und 1991 führte er den Verein zu seiner bislang einzigen italienischen Meisterschaft. Zudem gewann Genua mit Mancini 1990 den Europapokal der Pokalsieger und erreichte zwei Jahre später das Finale des Europapokals der Landesmeister, wo sich die Mannschaft erst in der Verlängerung dem FC Barcelona geschlagen geben musste.
Nach 15 Jahren in Genua wechselte Mancini 1997 für drei Jahre zu Lazio Rom und bestritt dort 87 Ligaspiele und erzielte 15 Tore. Mit Lazio wurde er 2000 italienischer Meister, zweimal (1998 und 2000) Pokalsieger und gewann 1999 erneut den Europapokal der Pokalsieger in seiner letztmaligen Austragung sowie den europäischen Supercup.
Im Sommer 2000 wurde er Assistent von Trainer Sven-Göran Eriksson bei Lazio und wechselte im Januar 2001 noch einmal als Spieler zum englischen Club Leicester City, wo er nur einen Monat blieb.

### Nationalmannschaft
In der italienischen Nationalmannschaft setzte sich Mancini nie endgültig durch. Zwischen 1984 und 1994 spielte er 36 mal im Nationaltrikot, erzielte dabei vier Tore und nahm an der Fußball-Europameisterschaft 1988 in Deutschland sowie an der Fußball-Weltmeisterschaft 1990 in Italien teil. Nach einem Streit mit Trainer Arrigo Sacchi im Vorfeld der Weltmeisterschaft 1994 beendete er seine Nationalmannschaftskarriere.

## Trainerkarriere

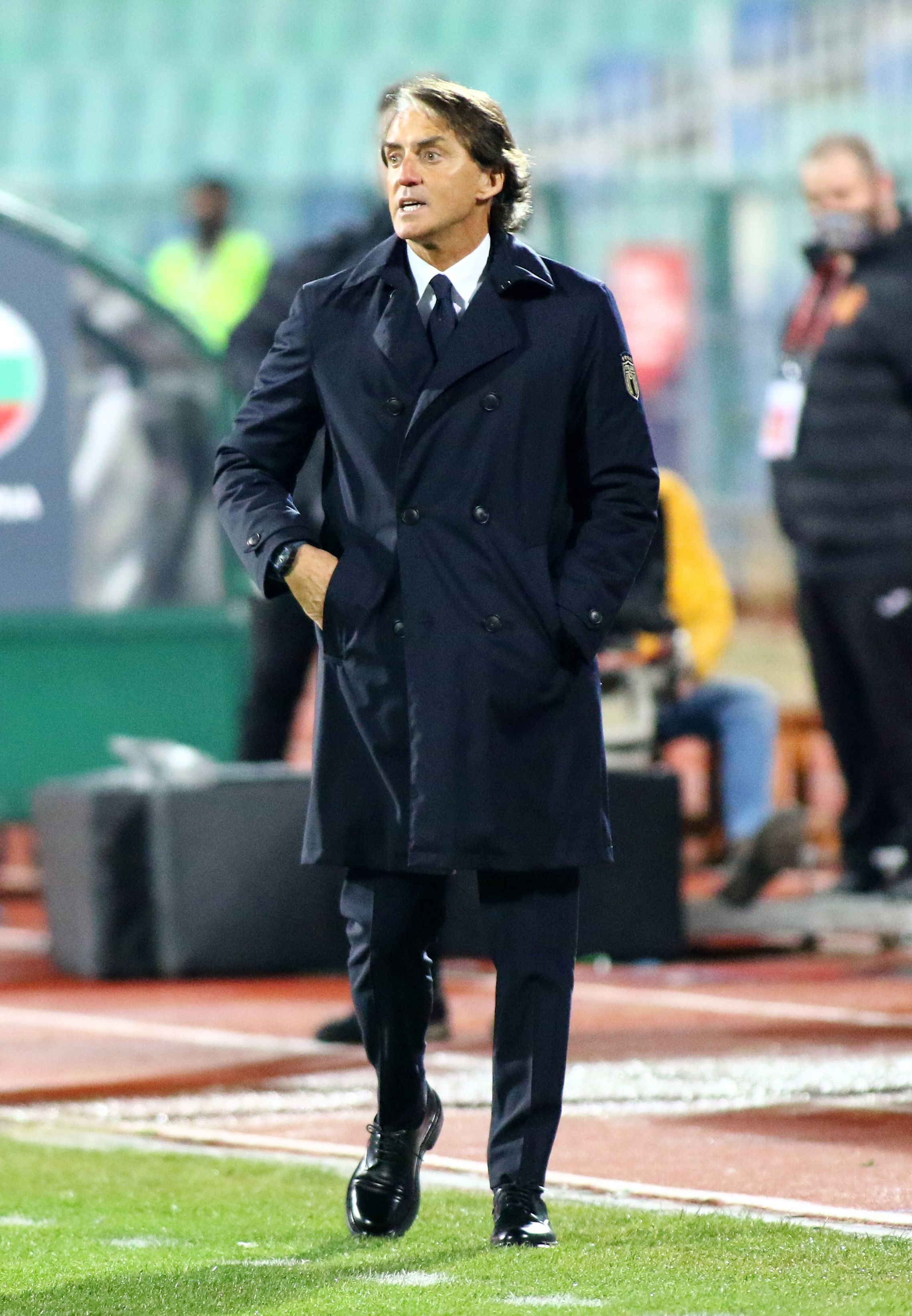
Mancini als Trainer der italienischen Nationalmannschaft (2021)

### Anfänge
Unmittelbar nach dem Ende seiner aktiven Laufbahn übernahm Mancini im Februar 2001 als Cheftrainer den italienischen Erstligisten AC Florenz, den er im selben Jahr zum Gewinn des italienischen Pokals führte. Nach seinem Rücktritt bei der AC Florenz im Januar 2002 wurde er im Juli 2002 Trainer von Lazio Rom, wo er zwei Jahre blieb und seine Tätigkeit mit dem Pokalsieg 2004 krönte. Zudem qualifizierte sich das Team unter seiner Führung 2002/03 für die UEFA Champions League 2003/04, aus der man nach der Gruppenphase ausschied.

### Inter Mailand
Von 2004 bis 2008 war Mancini Trainer von Inter Mailand und gewann in seiner ersten Saison den italienischen Pokal und den italienischen Supercup. 2005/06 wurde Inter Mailand nachträglich der Meistertitel zuerkannt, da Juventus Turin und der AC Mailand wegen des Manipulationsskandals Punktabzüge erhielten. Damit war das Double perfekt, denn der Pokalsieg wurde wiederholt. 2006/07 gewann Inter Mailand erneut die italienische Meisterschaft. Am 12. März 2008 erklärte Mancini seinen Rücktritt zum Saisonende, welchen er einen Tag später, mit der Absicht seinen Vertrag bis 2012 zu erfüllen, widerrief. Am 29. Mai 2008 wurde Mancini trotz des kurz zuvor gewonnenen dritten Meistertitels in Folge nach immer größer werdenden Differenzen mit Spielern und Betreuern entlassen.

### Manchester City
Am 19. Dezember 2009 übernahm er den Trainerposten bei Manchester City in der englischen Premier League als Nachfolger des entlassenen Mark Hughes. 2011 gewann er mit seiner Mannschaft den englischen Pokal. In der folgenden Saison fixierte er mit Manchester City am letzten Spieltag die englische Meisterschaft. Nachdem er mit Manchester City den Meistertitel nicht verteidigt hatte, in der Champions League Gruppenletzter geworden war und auch das FA-Cup-Finale gegen Wigan Athletic verloren hatte, wurde Mancini am 13. Mai 2013 von der Vereinsführung entlassen.

### Galatasaray Istanbul und Zenit St. Petersburg
Am 30. September 2013 unterzeichnete er beim türkischen Rekordmeister Galatasaray Istanbul einen Dreijahresvertrag, der im Juni 2014 aufgelöst wurde.
Ab November 2014 war er erneut Cheftrainer von Inter Mailand. Er löste Walter Mazzarri ab. Am 8. August 2016 wurde er entlassen. Im Juni 2017 wurde er von Zenit St. Petersburg verpflichtet. Im Mai 2018 wurde die Zusammenarbeit zwischen Mancini und Zenit beendet.

### Italienische Nationalmannschaft
Im Mai 2018 verpflichtete der italienische Fußballverband Mancini als neuen Cheftrainer der italienischen Nationalmannschaft. Bei der durch die COVID-19-Pandemie um ein Jahr verschobenen kontinental ausgetragenen Europameisterschaft gewann er mit seinem Team den Titel im Finale gegen England.
Im August 2023 trat Mancini als italienischer Nationaltrainer zurück.

### Saudi-Arabische Nationalmannschaft
Im August 2023 wurde er Nationaltrainer in Saudi-Arabien. Im Oktober 2024 wurde der Vertrag aufgelöst.

## Titel als Spieler
International
- Sieger des Europapokals der Pokalsieger (2): 1990 (Sampdoria Genua), 1999 (Lazio Rom)
- UEFA-Super-Cup-Sieger: 1999 (Lazio Rom)

Italien
- Meister (2): 1991 (Sampdoria Genua), 2000 (Lazio Rom)
- Pokalsieger (6): 1985, 1988, 1989, 1994 (alle Sampdoria Genua), 1998, 2000 (beide Lazio Rom)
- Supercupsieger (2): 1991 (Sampdoria Genua), 1998 (Lazio Rom)

Persönliche Auszeichnungen
- Oscar del Calcio (Bester Spieler der Serie A laut italienischem Spielerverband): 1997
- Guerin d’Oro (Bester Spieler der Serie A laut italienischer Sportpresse): 1988, 1991

## Titel als Trainer

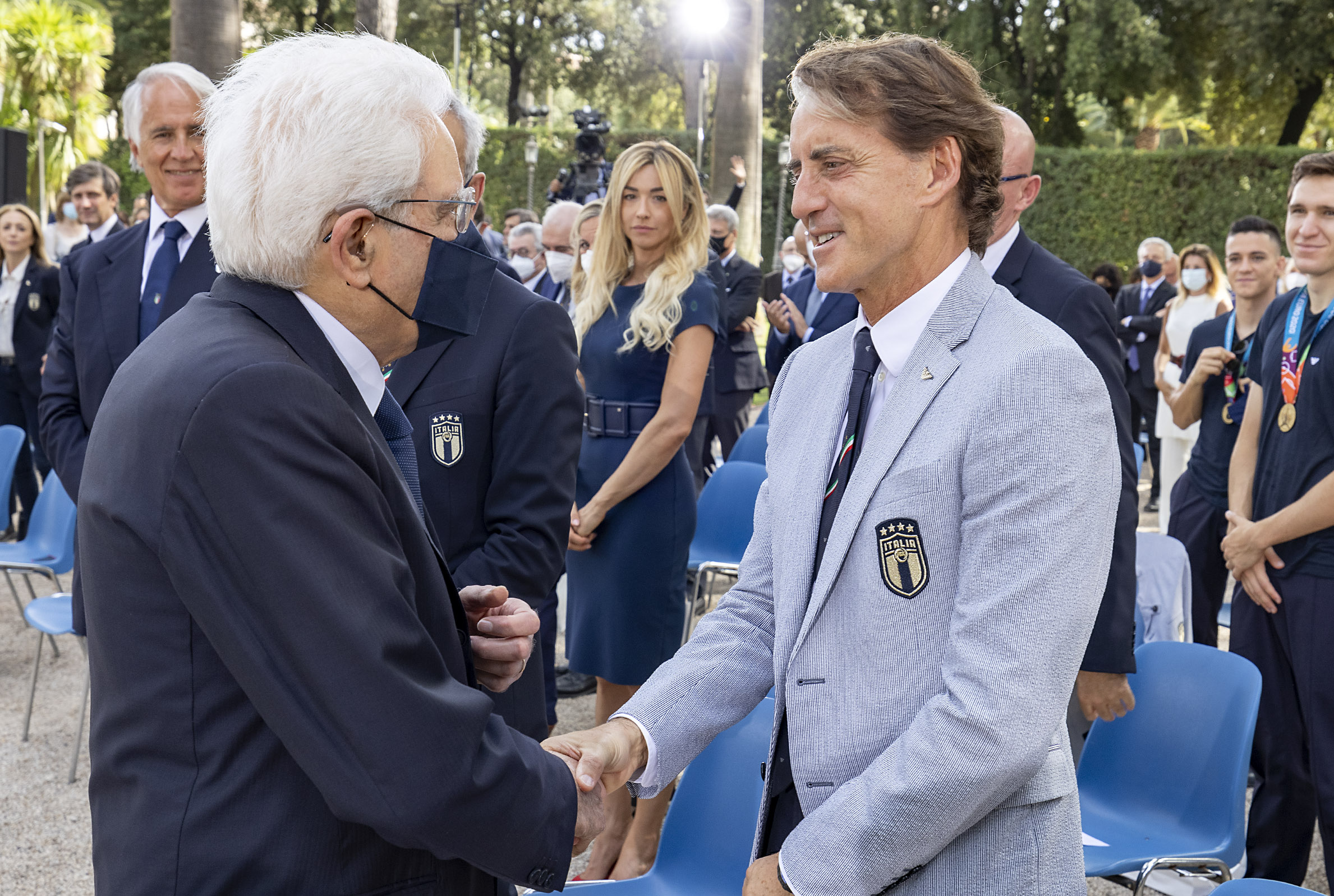
Roberto Mancini beim Treffen der Nationalmannschaft mit dem italienischen Staatspräsidenten Sergio Mattarella in Rom am 12. Juli 2021 nach dem Gewinn der Europameisterschaft

### Als Nationaltrainer
- Europameister: 2021 (Italien)

### Als Vereinstrainer
Italien
- Meister (3): 2006, 2007, 2008 (alle Inter Mailand)
- Pokalsieger (4): 2001 (AC Florenz), 2004 (Lazio Rom), 2005, 2006 (beide Inter Mailand)
- Supercupsieger (2): 2005, 2006 (beide Inter Mailand)

England
(alle Manchester City)
- Meister: 2012
- Pokalsieger: 2011
- Supercupsieger: 2012

Türkei
- Pokalsieger: 2014 (Galatasaray Istanbul)

### Persönliche Auszeichnungen
- Panchina d’Oro: 2007/08
- Trainer des Monats der Premier League: Dezember 2010, Oktober 2011
- Enzo Bearzot Award: 2019
- Gazzetta Sports Award: Italiens Sportler des Jahres / Italiens Trainer des Jahres 2019
- World Soccer (Trainer des Jahres): 2021
- Globe Soccer Award (Bester Trainer des Jahres): 2021
- IFFHS Welt-Nationaltrainer: 2021
- Premio Bulgarelli Number 8 – Trainer der Saison: 2020/21

## Ehrungen
- 1991: Verdienstorden der Italienischen Republik (Ritter)
- 2021: Verdienstorden der Italienischen Republik (Großoffizier)
- 2021: Honoris causa (Scienze motorie e sportive) der Università degli Studi di Urbino „Carlo Bo“, Urbino[11]
- 2021: Botschafter der Stadt Jesi[12]

## Privates
Roberto Mancini ist verheiratet. Das Paar hat drei Kinder, eine Tochter und die beiden Söhne Filippo und Andrea, welche beide Fußballspieler sind.